# Umbrella for Democratic Change
De Umbrella for Democratic Change (Nederlands: Paraplu voor Democratische Verandering) is een politieke alliantie in Botswana die in november 2012 werd opgericht met als doel de politieke hegemonie van de Botswana Democratic Party (BDP), aan de macht sinds de onafhankelijkheid in 1966, te doorbreken. De kern van alliantie bestaat uit het Botswana National Front (BNF), de Botswana Movement for Democracy (BMD) en de Botswana People's Party (BPP), maar soms maken ook andere partijen deel uit van de UDC.
Bij de algemene verkiezingen in 2014 behaalde de UDC 17 zetels, het beste resultaat voor de oppositie in jaren. Bij de verkiezingen van 2019 ging de partij twee zetels achteruit en bleef steken op 15.
In november 2024 lukte het de UDC om de zittende partij te verslaan. Onder leiding van Duma Boko behaalde de UDC de verkiezingswinst. Hierdoor kwam er het eerst in 58 jaar in Botswana een nieuwe partij aan de macht.

## Verkiezingsresultaten
| Verkiezingsresultaten | Verkiezingsresultaten | Verkiezingsresultaten |
| Jaar                  | Zetels                | %                     |
| --------------------- | --------------------- | --------------------- |
| 2014                  | 17 / 63               | 30 / 100              |
| 2019                  | 15 / 65               | 36 / 100              |